# Hip-hop dominicain
Le hip-hop dominicain, ou rap dominicain, désigne la culture hip-hop en République dominicaine. Le mouvement culturel et artistique est arrivé en République dominicaine à la fin des années 1980.

## Histoire

### Débuts et influences
Le hip-hop en République dominicaine émerge à la fin des années 1980, grâce à l'essor du rappeur Vico C et d'autres artistes de Porto Rico. La première chanson de hip-hop dominicaine, et l'une des premières enregistrées en espagnol, s'intitule Ven Acá, écrite par l'arrangeur dominicain Jorge Taveras et interprétée par les humoristes Freddy Beras-Goico et Felipe Polanco en 1979. Par la suite, Merenrap émerge avec la chanson thème El Jardinero de Wilfrido Vargas, avec un couplet rap d'Eddy Herrera,.
Le hip-hop commence également à être très populaire parmi les Dominicains vivant aux États-Unis. José Santana, également connu sous le nom de Big Daddy, plus tard appelé BigDaddyouu, est, avec le Grupo Unido, un pionnier dans la partie orientale du pays depuis 1985. José Santana se rend à New York et apporte l'influence afro-américaine sur l'île. Il commence à apporter de la musique sur des cassettes de rappeurs américains, ce qui a incité de nombreux jeunes de la République dominicaine à entrer dans cette culture.
Avec la sortie de films tels que Flashdance, Beat Street et Breakin', la break dance commence à devenir plus populaire, influençant la jeunesse dominicaine. À cette époque, à la fin des années 1980, un concours radiophonique est organisé sous le nom de Viva Rap '89, créé par Frank Moya (Super Frank) qui est à l'époque sur Viva FM 94.1. Ce concours est sans aucun doute l'explosion immédiate du hip-hop dominicain, qui consiste essentiellement à créer des jingles ou des thèmes exclusifs pour la station de radio en mode rap avec un accompagnement musical de boîte à rythmes. L'importance de ce concours ne résidait donc pas seulement dans les paroles ou le flow, mais aussi dans l'accompagnement de la boîte à rythmes. Le concours est un travail en équipe dans tous les quartiers et est finalement un succès total, auquel ont participent des centaines de groupes de tout Saint-Domingue. 

### 1990–2000
Dans les années 1990, la « fièvre du rap » (Fiebre de Rapear) se poursuit, avec des danses et des fêtes dans les rues, ainsi que dans certains centres. La plupart de ces jeunes MC venaient de quartiers pauvres, ils n'avaient pas la possibilité d'aller dans un bon studio d'enregistrement et la plupart des ingénieurs du son professionnels de l'époque ne pouvaient pas saisir le concept ou le style musical du genre qui émergeait, de sorte que ces Mcs ont dû faire leurs propres enregistrements dans des studios improvisés à la maison qu'ils appelaient laboratoires.
En 1992, un programme radio appelé Potencial Rap apparaît sur La Bulla 88.5 FM, où seul du hip-hop est diffusée. C'est sur cette station qu'ont été diffusées pour la première fois les chansons des groupes locaux qui étaient déjà dans la rue à l'époque. Ce programme dure 6 ans (1992-1998) et parmi ses producteurs se trouvent : Carlos 2 Hype, Mistyco, Junior Polanco, Manuel Connection, Your Bass B Boy, Papi Sanchez, Alex Cool J, Renegado Lex.
En 1995, le rap local souffre d'une sorte de stagnation due à la perte de la plupart des groupes, étant donné que leurs membres se consacraient à l'enregistrement de toutes sortes de genres afin d'être en mesure de se commercialiser et de gagner de l'argent. Cette décision de la grande majorité de ces MC fait que, pendant un certain temps, le hip-hop dominicain n'a d'espoir de renaissance, bien que de nombreux fondateurs du mouvement dans le pays n'aient jamais perdu l'espoir qu'il reviendrait au sommet comme par le passé, car il y avait encore des groupes sur la scène comme Campamento Revolucionario, Monopolio, Circulo de la Muerte, Vieja Guardia, et Charles Family. Cette dernière est, à l'époque, dirigée par DJ Strike One, Ito Ogamy et Dr. Patron, Alex X, Latinos Unidos (plus tard membres de la Sanchez Family), MCD, Los Crudos, Tribu Rebelde, etc. Certains des groupes mentionnés ont des problèmes musicaux qui, en fin de compte, se traduisent par des problèmes dans les différentes présentations. C'est l'une des raisons pour lesquelles le hip-hop dominicain n'est pas très bien accepté à l'époque,,.

### Depuis 2000
Vers 2000, des centaines de groupes apparaissent non seulement à Saint-Domingue, mais aussi dans tout le pays, au premier rang desquels on trouve la coopérative d'entreprises Lo Correcto : La coopérative d'entreprises Lo Correcto, parmi laquelle on peut citer Ovni (rappeur), Sin Fin, Beethoven Villaman, Faqundo Gonzalez, Básico, entre autres. Rassemblant quelques MC, anciens, et quelques nouveaux, pour donner ce qui, vers 2003, était le groupe le plus mentionné et soutenu dans les rues de la République dominicaine. Leurs chansons ont été parmi les plus populaires du rap dominicain au niveau national. La ligne chrétienne a également fait des percées notables au cours de cette période, avec des rappeurs tels que Redimi, Ariel Kelly, Romy Ram, Henry G, entre autres, qui sont devenus très visibles.